# Virtuelle Hochschule Bayern
Die Virtuelle Hochschule Bayern (Eigenschreibweise virtuelle hochschule bayern, abgekürzt vhb) ist „der gemeinsame virtuelle Campus“ von 13 Universitäten, 19 Hochschulen für angewandte Wissenschaften und vier Kunsthochschulen in Bayern. Als Verbundeinrichtung von 36 Trägerhochschulen werden die bayerischen Hochschulen und deren Lehrende bei den Herausforderungen des digitalen Wandels unterstützt. Für Studierende soll unabhängig vom Studien- und Wohnort das fachliche, technische und didaktische Potential der bayerischen Hochschulen im Bereich der Online-Lehre nutzbar gemacht werden. Studenten stehen dafür ca. 580 Kurse zur Verfügung, die ergänzend zu ihrem Präsenzstudium an einer der bayerischen Hochschulen online studierbar sind und den Erwerb von ECTS-Punkten ermöglichen (CLASSIC vhb). Zusätzlich stehen kürzere Lerneinheiten für Blended Learning zur Verfügung (SMART vhb). Seit Juli 2019 stehen offene Kursangebote der vhb allen Interessierten kostenlos zur Verfügung. Derzeit ist dieses Konzept in Europa einzigartig.

## Ziele und Aufgaben
Die vhb hat das Ziel, durch netzgestützte Lehr- und Lernangebote das Lernen zeit- und ortsunabhängig zu machen. Zugleich unterstützt sie nach eigenen Angaben ihre Trägerhochschulen bei der Gestaltung von zeitgemäßer, innovativer Lehre, bei den Herausforderungen einer diversen Studierendenschaft, bei der Realisierung ihrer Internationalisierungsstrategien sowie beim Wissenstransfer in die Gesellschaft.

## Zielgruppen
Das Angebot der vhb richtet sich vorrangig an Studierende und Lehrende an Bayerischen Hochschulen. Studierenden, die an einer bayerischen Hochschule immatrikuliert sind, bietet sich die Möglichkeit, ohne zusätzliche Kosten das gesamte vhb-Kursangebot zu nutzen. Die angebotenen Online-Lehrveranstaltungen sind dabei zum Teil im Stundenplan fest verankert oder werden zum zusätzlichen Wissenserwerb belegt. Entsprechend können unabhängig vom eigenen Studienschwerpunkt Veranstaltungen belegt werden. Das Angebot der vhb richtet sich zudem an Lehrende, die virtuelle Lehr- und Lernangebote in ihren Lehrplan integrieren möchten. An die interessierte Allgemeinheit richtet sich die vhb mit ihren offenen Kursen, die Wissen aus den Hochschulen vermitteln.
Die Entwicklung und Durchführung der Kurse und Lerneinheiten fördert die vhb finanziell.

## Kursangebot
Die vhb bietet rund 560 Hochschulkurse (CLASSIC vhb) aus folgenden Fächergruppen an: Geistes- und Kulturwissenschaften, Gesundheitswissenschaften, Informatik, Ingenieurwissenschaften, Lehramt, Medizin, Naturwissenschaften, Rechtswissenschaft, Schlüsselqualifikationen, Soziale Arbeit, Sozialwissenschaften, Sprachen, Wirtschaftsinformatik, Wirtschaftswissenschaften und Einstiegskurse an. Komplette Fernstudiengänge werden nicht angeboten.
Im Studienjahr 2023/2024 gab es 1.123 Kursdurchführungen. 65.530 Studierende nahmen insgesamt 194.934 Kursbelegungen vor.
Zu den Kursen können die Studierenden einen Leistungsnachweis erwerben. Jeder Kurs wird online von geschulten „E-Tutoren“ betreut.
Die Studierenden der bayerischen Hochschulen können unabhängig von ihrem Studienfach alle vhb-Lehrangebote entgeltfrei nutzen und ihr Studium damit örtlich und zeitlich flexibler gestalten. Sonstige Personen, die an wissenschaftlicher Weiterbildung interessiert sind, können die CLASSIC vhb-Kurse gegen ein Entgelt von 40 Euro pro Semesterwochenstunde belegen.
Mit (SMART vhb) stehen Lehrenden und Studierenden an den bayerischen Hochschulen rd. 2.400 digitale 45-minütige Lerneinheiten zur Verfügung, die sich flexibel in die Hochschullehre integrieren lassen.
Mit (OER@vhb) stellen Lehrende der bayerischen Hochschulen frei zugängliche Bildungsmaterialien zur Verfügung.
Rund 140 offene Kurse (OPEN vhb) stehen allen Interessierten kostenfrei zur Verfügung. Für die offenen Kurse sind weder eine Hochschulzugangsberechtigung noch eine Immatrikulation erforderlich.

## Trägerhochschulen
Zu den 36 Trägerhochschulen der vhb gehören 13 Universitäten, 19 Hochschulen für angewandte Wissenschaften sowie vier Kunsthochschulen in Bayern.